# Jacquemontia reclinata
Espèce
Jacquemontia reclinata est une espèce de plantes à fleurs dicotylédones de la famille des Convolvulaceae, tribu des Jacquemontieae, originaire de Floride. C'est une plante herbacée, ligneuse à la base, vivace, qui produit des tiges volubiles allant jusqu'à un mètre de long. Les fleurs blanches ou rose clair sont en forme d'étoile.
Cette espèce, décrite pour la première fois en 1905, n'est présente que dans quelques stations de la côte Sud-Est de l'État de Floride (États-Unis). Sa population totale est estimée à moins de 1000 individus. L'espèce est menacée de disparition par la destruction de son habitat naturel par le développement des activités humaines commerciales et résidentielles. Elle est également menacée par l'érosion des plages et par la concurrence d'espèces de plantes introduites.
Dans la législation américaine, Jacquemontia reclinata est classée comme espèce en danger d'extinction (endangered) dans l'État de Floride depuis le 24 novembre 1993, ainsi qu'au niveau fédéral américain.

## Description
Jacquemontia reclinata est plante herbacée vivace qui a une tige principale et de nombreuses tiges latérales s'étalant à partir du collet. Ces tiges minces, volubiles,  ascendantes ou rampant au sol en l'absence de support, mais  pouvant s’enrouler sur d’autres plantes, sont ligneuses à la base. Elles peuvent atteindre 1 mètre de long. Les feuilles et les tiges sont d'abord pubescentes, ce qui les fait paraître blanchâtres, et deviennent glabres en vieillissant. Les feuilles, charnues, aux bords lisses, sont entières, alternes, stipulées, disposées en spirale et presque toujours pétiolées, de forme elliptique à ovoïde-arrondie et mesurent de 1 à 3 cm de long sur 0,5 à 2,5 cm de large,.
Les fleurs apparaissent à l'aisselle des feuilles, sont soit isolées, soit groupées en cymes, portée par des pédoncules de 8 à 40 mm de long, et ne dépassant généralement pas les feuilles. Elles ont une corolle blanche à rose pâle, en forme d'entonnoir ou presque plate, de 2,5 à 3 cm de diamètre, avec cinq lobes larges, et un calice persistant. Le fruit est une capsule brun clair de 4 à 5 mm de long,.
Jacquemontia reclinata se distingue des espèces proches, Jacquemontia  havanens et Jacquemontia curtissii, principalement par  la présence d'une frange ciliée marginale sur les sépales, alors que les deux espèces citées ont des sépales glabres, et pour la deuxième des feuilles étroites non charnues.

## Distribution et habitat
L'aire de répartition de Jacquemontia reclinata se limite aux îles barrières du littoral sud-est de la Floride, depuis la baie de Biscayne, dans le comté de Miami-Dade au sud, jusqu'au comté de Palm Beach vers le nord. La plante avait été signalée dans plusieurs stations de l'île Jupiter dans les comtés de Martin et de Palm Beach, mais en raison de la destruction de son habitat du fait de l'urbanisation, on ne la trouve plus au nord de la crique Jupiter. Un spécimen, identifié comme étant Jacquemontia reclinata, a été collecté en 1993 dans une station de la crique Jupiter, mais il pourrait en réalité s'agir d'une autre espèce, Stylisma villosa. L'aire originale de cette espèce s'étirait sur 138 km entre Key Biscayne et la crique Jupiter.
Cette espèce se développe préférentiellement dans des zones ouvertes des dunes stables, qui se trouvent généralement sur la crête et sur le côté sous le vent des dunes. Jacquemontia reclinata peut également envahir et restabiliser des communautés des rivages côtiers qui ont été perturbées par des tempêtes tropicales, des ouragans et éventuellement des incendies.
Les espèces végétales couramment associées à Jacqemontia reclinata sont notamment Coccoloba uvifera (raisinier bord de mer), Sabal palmetto (chou palmiste), Metopium toxiferum, Catharanthus roseus (pervenche de Madagascar), Croton involucrata, Licania michauxii, Opuntia sp. (cactus piquant), Cenchrus sp.,  Uniola paniculata (avoine de mer), et d'autres arbustes et arbres nains.

## Taxinomie
L'espèce Jacquemontia reclinata a été décrite pour la première fois à partir de spécimens prélevés en 1903 au nord de Miami Beach par le botaniste américain Homer Doliver House et publiée en 1905 dans le Bulletin of the New York Botanical Garden. Le traitement initial de ce taxon en tant qu'espèce distincte a été confirmé par K.R. Robertson lors d'une étude du genre Jacquemontia.
Jacquemontia reclinata est la seule espèce du genre (qui en comprend une centaine, présentes pour la plupart en Amérique tropicale et subtropicale) existant le long des plages du sud-est de la Floride. Trois autres espèces sont présentes en Floride : Jacquemontia curtissii dans les pinèdes du continent, Jacquemontia jamaicensis et Jacquemontia pentanthos dans les Keys de Floride.